# Плач по жертвам Хиросимы
Плач по жертвам Хиросимы, также Плач памяти жертв Хиросимы (пол. Tren — ofiarom Hiroszimy) — сочинение Кшиштофа Пендерецкого для 52 струнных инструментов (1960).
Формально произведение посвящено памяти жертв атомной бомбардировки Хиросимы, хотя это название возникло уже после сочинения музыки.

## Музыкальный язык
«Плач по жертвам Хиросимы» — одно из центральных сочинений авангардного периода творчества К.Пендерецкого. Произведение написано для камерного оркестра из 52 струнных инструментов, однако голоса отдельных инструментов неразличимы в общей массе звуков. В «Плаче» нет ни мелодии, ни гармонии, ни полифонии в привычном смысле слова. Голоса сливаются в сонорные комплексы, кластеры. Композитор отменяет тактовую черту, длительность разделов музыкального произведения обозначается в секундах.
Пендерецкий изобретает новые приёмы игры на струнных инструментах: музыканты играют за подставкой, стучат по корпусу инструментов древком смычка.
Для фиксации музыки произведения композитор использует оригинальные графические приёмы.
Одно из последующих сочинений Пендерецкого — «Полиморфия» для 48 струнных инструментов — представляет собой музыкальное отображение энцефалограмм людей, прослушивающих «Плач по жертвам Хиросимы».

## Исполнения и записи
В СССР сочинение впервые исполнено в 1966 году.
Записи этого сочинения осуществили Антоний Вит, Шимон Кавалла, Бруно Мадерна, Кшиштоф Пендерецкий.
Музыка «Плача по жертвам Хиросимы» вошла в саундтрек фильмов Стэнли Кубрика «Сияние», Уильяма Фридкина «Изгоняющий дьявола» и Альфонсо Куарона «Дитя человеческое», а также 8 и 11 серии 3 сезона сериала «Твин Пикс».